# Arıcıoğlu
Arıcıoğlu est un patronyme turc.

## Étymologie
Arı est un prénom turc qui signifie « pur, chaste, immaculé, innocent ». 
Le vocable arı est un substantif turc qui signifie « abeille ».
Arı est également un nom de famille et un toponyme turc.
Le vocable arıcı est un substantif turc composé de arı et du suffixe nominal -cı qui désigne une personne et très souvent une terminaison de nom de métier (comme -eur, -er, -ier ou -iste en français). Arıcı sıgnıfıe donc « apiculteur ».
Arıcı est également un nom de famille turc.
Le patronyme Arıcıoğlu est composé de arıcı et du suffixe à valeur patronymique -oğlu qui signifie « fils de », accusatif du mot oğul qui signifie « fils ». Arıocıoğlu signifie donc « fıls de l’apiculteur ».